# Eurovision Young Musicians 2022
L'Eurovision Young Musicians 2022 è stata la 20ª edizione del concorso musicale a cadenza biennale. Il concorso si è svolto il 23 luglio 2022 presso il Corum di Montpellier, in Francia.
Il concorso si è articolato in un'unica finale condotta da Judith Chaine e Vincent Delbushaye, mentre l'orchestra è stata condotta dal direttore d'orchestra Pierre Dumoussaud, accompagnato dalla Montpellier Occitanie National Opera Orchestra.
Si tratta della prima edizione a svolgersi in Francia, ma non è il primo evento eurovisivo targato UER organizzato dal Paese; infatti ha precedentemente organizzato tre edizioni dell'Eurovision Song Contest nel 1959, 1961 e 1978, due edizioni dell'Eurovision Young Dancers nel 1989 e 1999, e un'edizione del Junior Eurovision Song Contest nel 2021.
In questa edizione Austria e Francia hanno confermato il loro ritorno, mentre Albania, Estonia, Grecia, Israele, Malta, Regno Unito, Spagna, San Marino, Slovenia ed Ungheria hanno confermato il loro ritiro. La Russia, già vincitrice dell'edizione 2018, è stata esclusa in seguito all'espulsione dell'emittente VGTRK dall'UER.
A vincere il concorso è stato il violinista Daniel Matejča in rappresentanza della Repubblica Ceca.

## Organizzazione
Il 18 marzo 2020 l'Unione europea di radiodiffusione (UER) ha annunciato la cancellazione dell'edizione 2020 a causa della pandemia di COVID-19. Successivamente è stato annunciato che la manifestazione sarebbe stata riorganizzata nel luglio 2022 e sono cominciate le discussioni con l'emittente croata HRT, incaricata di organizzare la precedente edizione, e la città di Zagabria sulla riorganizzazione dell'evento nella stessa città o meno.
Il 3 febbraio 2022, è stato annunciato che la Francia con le emittenti Radio France e France Télévisions, avrebbe avuto l'onore di organizzare la manifestazione, con una collaborazione congiunta con l'emittente polacca TVP.

### Sede dell'evento
Il 30 maggio 2022 Radio France e l'UER hanno annunciato che l'evento si sarebbe tenuto nella città di Montpellier all'interno del Corum, un complesso che ospita al suo interno sia un centro congressi che il teatro dell'Opera Berlioz, collocato nel centro della città.
La data scelta per lo svolgimento dell'evento è stata il 23 luglio 2022, in concomitanza con gli eventi estivi del Festival Radio France Occitanie Montpellier. 

### Presentatori
Nel mese di luglio 2022 sono stati annunciati i presentatori di questa edizione: Judith Chaine e Vincent Delbushaye.
- Judith Chaine è una giornalista musicale e presentatrice televisiva francese. Dopo aver debuttato come conduttrice radiofonica sull'emittente France Musique, ha successivamente presentato vari festival musicali di musica classica tra cui il Musiques en fête e il Victoires de la musique classique.
- Vincent Delbushaye è un conduttore radiofonico franco-belga, noto per aver presentato numerosi eventi e documentari a tema musica classica su Musiq'3, emittente radiofonica dell'emittente vallone RTBF.

### Giuria
Il 5 luglio 2022 sono stati annunciati i membri della giuria d'esperti di questa edizione. La giuria è composta da:
- Mūza Rubackytė, pianista e capo della giuria;
- Nora Cismondi, oboista;
- Jean-Pierre Rousseau, direttore del Festival Radio France Occitanie Montpellier;
- Christian-Pierre La Marca, violoncellista;
- Tedi Papavrami, violinista.

## Stati partecipanti
Stati partecipanti
     Stati che hanno partecipato in passato ma non nel 2022

Stati partecipanti
Stati che hanno partecipato in passato ma non nel 2022

Il 21 febbraio 2022 è stata ufficializzata la lista definitiva degli Stati partecipanti a questa edizione, che ne prevedeva 8, saliti poi a 9 con l'aggiunta della Croazia, eguagliando i partecipanti dell'edizione 1984.
L'ordine d'esibizione e le relative composizioni musicali sono stati annunciati il successivo 13 luglio.
| Nº | Stato           | Musicista                       | Strumento   | Composizione                                                                                |
| -- | --------------- | ------------------------------- | ----------- | ------------------------------------------------------------------------------------------- |
| 01 | Croazia         | Ivan Petrović-Poljak            | Pianoforte  | Concerto per pianoforte n. 1 in Mi bemolle minore (Franz Liszt)                             |
| 02 | Francia         | Maxime Grizard                  | Violoncello | Concerto per violoncello (Antonín Dvořák)                                                   |
| 03 | Polonia         | Milena Pioruńska                | Violino     | Concerto per violino n. 2 in Re minore (Henryk Wieniawski)                                  |
| 04 | Germania        | Philipp Schupelius              | Violoncello | Pezzo capriccioso, op. 62 (Pëtr Čajkovskij)                                                 |
| 05 | Austria         | Alexander Svetnitsky-Ehrenreich | Clarinetto  | 3° movimento dal Concerto per clarinetto n. 2 in Mi bemolle maggiore (Carl Maria von Weber) |
| 06 | Norvegia        | Alma Serafin Kraggerud          | Violino     | Introduzione e Rondò Capriccioso, op. 28 (Camille Saint-Saëns)                              |
| 07 | Belgio          | Thaïs Defoort                   | Violoncello | 1° movimento dal Concerto per violoncello in Mi minore, op. 85 (Edward Elgar)               |
| 08 | Svezia          | Lukas Flink                     | Trombone    | 1° movimento dal Concerto per trombone (Henri Tomasi)                                       |
| 09 | Repubblica Ceca | Daniel Matejča                  | Violino     | 3° e 4° movimento dal Concerto per violino n. 1 (Dmitrij Šostakovič)                        |

## Trasmissione dell'evento

### Televisione e radio
| Data di trasmissione | Paese           | Emittente    | Stazione         | Commentatori     | Note          |
| -------------------- | --------------- | ------------ | ---------------- | ---------------- | ------------- |
| 23 luglio 2022       | Belgio          | RTBF         | La Trois Musiq'3 | Nessuno          | [ 8 ]         |
| 23 luglio 2022       | Croazia         | HRT          | HRT 3            | Ivana Kocelj     | [ 13 ] [ 14 ] |
| 23 luglio 2022       | Francia         | Radio France | France Musique   | Nessuno          | [ 15 ]        |
| 23 luglio 2022       | Norvegia        | NRK          | NRK1             | Aril Erikstad    | [ 16 ]        |
| 23 luglio 2022       | Polonia         | TVP          | TVP Kultura      | Sconosciuto      | [ 17 ]        |
| 23 luglio 2022       | Repubblica Ceca | ČT           | ČT art           | Jiří Vejvoda     | [ 18 ]        |
| 24 luglio 2022       | Austria         | ORF          | ORF 2            | Teresa Vogl      | [ 19 ] [ 20 ] |
| 24 luglio 2022       | Germania        | WRD          | WDR Fernsehen    | Sconosciuto      | [ 21 ]        |
| 30 luglio 2022       | Svezia          | SVT          | SVT2             | Camilla Lundberg | [ 22 ]        |

### Streaming
| Paese   | Piattaforma |
| ------- | ----------- |
| Francia | Culturebox  |
| Svezia  | SVT Play    |
| Mondo   | YouTube     |

## Stati non partecipanti
- Bielorussia: in seguito all'espulsione dell'emittente bielorussa BTRC dall'UER, avvenuta il 1º luglio 2021, la nazione non dispone dei diritti di partecipazione e trasmissione del concorso fino al 2024.[23]

- Bulgaria: il 17 febbraio 2022 BNT ha confermato che non avrebbe preso parte all'evento.[24]
- Danimarca: il 15 febbraio 2022 DR ha confermato che non avrebbe preso parte all'evento.[25]
- Galles: il 4 febbraio 2022 S4C ha confermato che non avrebbe debuttato in questa edizione.[26]
- Russia: nonostante un'iniziale conferma, il 26 febbraio 2022 tutte le emittenti russe hanno interrotto l'affiliazione con l'UER, in seguito alla decisione di quest'ultima di escludere la nazione dal partecipare all'Eurovision Song Contest 2022 dovuto alla crisi russo-ucraina del 2021-2022, con la successiva invasione del territorio ucraino da parte delle forze armate russe.[27][28] Il successivo 26 maggio l'UER ha confermato ufficialmente l'espulsione a tempo indeterminato delle emittenti russe dall'afflizione, facendo perdere alla nazione i diritti di partecipazione e trasmissione del concorso.[29]
- San Marino: il 5 febbraio 2022 SMRTV ha confermato che non avrebbe preso parte all'evento.[30]
- Slovenia: il 5 febbraio 2022 RTV SLO ha confermato che non avrebbe preso parte all'evento a cause di problemi economici.[31]
- Spagna: nonostante un iniziale conferma,[32] il 21 febbraio 2022 l'UER ha annunciato la non partecipazione del paese.
- Svizzera: il 17 febbraio 2022 SRG SSR ha confermato che non avrebbe preso parte all'evento.[33]